# Арланди, Анжело
Анжело Арланди (итал. Angelo Arlandi) — итальянский самбист и дзюдоист, серебряный призёр первенства мира по самбо среди юниоров 1981 года, бронзовый призёр чемпионата Италии по дзюдо 1981 года, чемпион (1991) и серебряный призёр (1984) чемпионатов Европы по самбо, серебряный (1984) и бронзовый (1982, 1991) призёр чемпионатов мира по самбо. Выступал в наилегчайшей (до 48 кг), легчайшей (до 52 кг) и полулёгкой (до 57 кг) весовых категориях.

## Спортивные результаты
- Чемпионат Италии по дзюдо 1981 года — ;